# Nguyễn Mạnh Hùng (Hà Tĩnh)
Nguyễn Mạnh Hùng (sinh ngày 21 tháng 6 năm 1960) là một chính trị gia người Việt Nam. Ông từng là Chủ tịch Hội đồng nhân dân tỉnh Bình Thuận. Trong Đảng Cộng sản Việt Nam, ông từng là Ủy viên Trung ương Đảng khóa XII, nguyên Bí thư Tỉnh ủy Bình Thuận.
Năm 2022, ông Hùng bị Ban Bí thư Bộ Chính trị kỷ luật cảnh cáo.

## Xuất thân
Nguyễn Mạnh Hùng sinh ngày 21 tháng 6 năm 1960 tại xã Nhân Lộc, huyện Can Lộc, tỉnh Hà Tĩnh.

## Giáo dục
- Thạc sĩ xây dựng[2]
- Cao cấp quản lí nhà nước[2]
- Cao cấp lí luận chính trị[2]

## Sự nghiệp
Ngày 3 tháng 4 năm 2015, Bộ Chính trị đã phê chuẩn ông Nguyễn Mạnh Hùng, Phó bí thư thường trực Tỉnh ủy, Chủ tịch Hội đồng nhân dân tỉnh Bình Thuận giữ chức Bí thư Tỉnh ủy Bình Thuận, nhiệm kỳ 2010 - 2015 (Quyết định số 1787-QĐNS/TW), thay cho ông Huỳnh Văn Tí nhận nhiệm vụ mới là Thứ trưởng Bộ Lao động - Thương binh và Xã hội.
Chiều ngày 13 tháng 10 năm 2015, tại Đại hội Đại biểu Đảng bộ tỉnh Bình Thuận lần thứ 13, Nguyễn Mạnh Hùng, Bí thư Tỉnh ủy Bình Thuận khóa 12 tái đắc cử Bí thư Tỉnh ủy khóa 13 nhiệm kỳ 2015-2020, các Phó Bí thư Tỉnh ủy là Nguyễn Ngọc Hai, Dương Văn An và Huỳnh Thanh Cảnh.
Ngày 29 tháng 6 năm 2016, Hội đồng nhân dân tỉnh Bình Thuận khóa 10, nhiệm kỳ 2016-2021 đã tiến hành kỳ họp thứ nhất, tổng số đại biểu tham dự là 54 người. Ông Nguyễn Mạnh Hùng đã tái đắc cử chức Chủ tịch Hội đồng nhân dân tỉnh Bình Thuận với tỷ lệ tuyệt đối 100% phiếu bầu.
Ngày 3 tháng 12 năm 2020, tại kỳ họp thứ 11 HĐND tỉnh Bình Thuận khóa X nhiệm kỳ 2016-2021, ông Nguyễn Hoài Anh, Phó Bí thư thường trực Tỉnh ủy, Phó Chủ tịch thường trực HĐND tỉnh, đã được bầu làm Chủ tịch HĐND tỉnh thay ông Nguyễn Mạnh Hùng đến tuổi nghỉ hưu theo chế độ.

## Kỷ luật
Ngày 26/4/2022, Tổng Bí thư Nguyễn Phú Trọng chủ trì họp Bộ Chính trị, Ban Bí thư để thi hành kỷ luật nhiều cán bộ, lãnh đạo của tỉnh Bình Thuận lý do Ban Thường vụ Tỉnh ủy Bình Thuận nhiệm kỳ 2010 - 2015 và nhiệm kỳ 2015 - 2020, Ban cán sự đảng UBND tỉnh Bình Thuận nhiệm kỳ 2011 - 2016 và nhiệm kỳ 2016 - 2021, trong đó có Ông Nguyễn Mạnh Hùng bị kỷ luật cảnh cáo.